# Gandusari (Gandusari, Blitar)
Gandusari is een bestuurslaag in het regentschap Blitar van de provincie Oost-Java, Indonesië. Gandusari telt 2504 inwoners (volkstelling 2010).